# 미꾸리속
미꾸리속은 잉어목 미꾸리과의 한 속이다. 미꾸리속에는 미꾸라지와 미꾸리가 속하는데, 둘 다 중요한 식량이 된다. 수족관에서도 많이 기르며, 주로 노란색이며 올리브색도 있다. 30cm까지 자랄 수 있으며, 잡식성이다. 몸이 점액으로 덮여 있어서 물 밖에서도 시간을 조금 보낼 수 있으며, 수족관에서 튀어나온 미꾸리속 물고기들을 다시 넣으면 살아난다는 말이 있다.

## 사람의 손으로 기르기
미꾸리속 물고기들은 주로 자신을 길러주는 사람을 알아보며, 손으로 만질수도 있게 해준다. 그러나 미꾸리속 물고기들은 작은 물고기들 에게는 사나워 지며, 잡아먹을 수도 있다. 은신처가 필요하며, 일정시간동안 '사라졌다가', 다시 커진 채로 나타날 수 있다. 미꾸리속 물고기들은 바닥재를 파고 들어가기 좋아하며, 달팽이들을 먹어치워 사랑받고 있으나, 달팽이의 번식을 막을 정도로 빨리 잡아먹지는 못한다. 물의 농도는(pH) 6.5~8.0 이 적당하며, 적어도 3마리 넘게 길러야 하는데, 왜냐하면 쉴 때 서로 붙어있는걸 좋아하기 때문이다.

## 하위 종
- 미꾸라지(Misgurnus mizolepis)
- 미꾸리(Misgurnus anguillicaudatus)